# Panic in Detroit
«Panic in Detroit» — песня, написанная британским певцом Дэвидом Боуи в 1973 году для альбома Aladdin Sane. За основу песни Боуи взял рассказ своего друга — Игги Попа о революционерах, которых он повстречал в Мичигане, а также его опыт участия в Бунте в Детройте 1967 года. Журнал Rolling Stone назвал песню «параноидальным потомком более раннего шедевра "Nowhere to Run" группы Martha and the Vandellas».
В музыкальном плане «Panic in Detroit» была описана как «вариация сальсы на основе бита Бо Диддли», с запоминающейся партией конга и женским бэк-вокалом. В тексте песни упоминается Че Гевара, также можно найти отсылку к поэту Джону Синклару из Партии белых пантер.
В 2003 году журнал Rolling Stone опубликовал список «100 величайших гитаристов всех времён». Мик Ронсон занял на нём 64 позицию, а песня «Panic in Detroit» была названа его «лучшей работой».

## Участники записи
- Дэвид Боуи – вокал, акустическая гитара
- Мик Ронсон – электрогитара
- Тревор Болдер – бас-гитара
- Мик Вудманси – ударные
- Эйнсли Дунбар – перкуссия
- Линда Люис[англ.] – бэк-вокал
- Уоррен Пис – бэк-вокал

## Живые выступления
Боуи исполнял эту песню на многих своих турах:
- Ziggy Stardust Tour (1973)
- Diamond Dogs Tour (1974)

- Живая версия была записана 14 июля 1974 года она была выпущена на стороне „Б“ сингла "Knock on Wood" в 1974 года. Та же версия была выпущена на стороне „Б“ сингла "Rock 'n' Roll with Me" в тот же год и только в США. Она также появляется на сборнике Rare 1983 года, на переиздании 2005 года David Live и на Re:Call 2, часть сборника Who Can I Be Now? (1974–1976), выпущенного в 2016 году.

- Isolar – 1976 Tour (1976)

- Живое выступление было записано 23 марта 1976 года и было включено в альбом Live Nassau Coliseum '76, which was released as part of the 2010 reissues of the Station to Station album, on the 2016 collection Who Can I Be Now? (1974–1976), and as a stand–alone album in 2017.

- Sound+Vision Tour (1990)
- Earthling Tour (1997)
- A Reality Tour (2003-4)

## Другие релизы
- Она была выпущена на стороне „Б“ в Японии на сингле "Time" в апреле 1973 года.
- It was released as picture discs in both the RCA Life Time picture  disc set and the Fashion Picture Disc Set.
- It also appeared in the Sound + Vision box set (1989) and on Best of Bowie (US/Canada edition 2002).
- A new version of the song recorded in late 1979 was issued for the first time as a bonus track on the 1992 Rykodisc CD release of Scary Monsters (And Super Creeps). This version was recorded for the Kenny Everett's New Year's Eve Show that would feature the debut of Bowie's 1979 rerecording of "Space Oddity", but "Panic in Detroit" was not broadcast.  The same recording appeared on the bonus disc of the Heathen Limited Edition double CD, labelled an "outtake from a 1979 recording".[6]